# Pelophylax kl. grafi
Pelophylax kl. grafi (tên tiếng Anh: Graf's Hybrid Frog) là một loài sinh vật lai thuộc họ ếch thực sự Ranidae. Loài này có ở Pháp và Tây Ban Nha; trong tiếng Pháp nó được gọi là grenouille de Graf và trong tiếng Tây Ban Nha nó được gọi là rana de Graf.
Môi trường sống tự nhiên của chúng là sông ngòi, sông có nước theo mùa, đầm nước, hồ nước ngọt, hồ nước ngọt có nước theo mùa, đầm nước ngọt, đầm nước ngọt có nước theo mùa, đất canh tác, vùng đồng cỏ, và rừng trước đây suy thoái nghiêm trọng.
Nó ngày càng hiếm gặp do mất môi trường sống.